# اچ‌ام‌اس هانیبال (۱۷۸۲)
اچ‌ام‌اس هانیبال (۱۷۸۲) (به انگلیسی: HMS Hannibal (1782)) یک کشتی بود که طول آن ۹۴ فوت (۲۹ متر) بود. این کشتی در سال ۱۷۸۲ ساخته شد.